# Baikiaea suzannae
Baikiaea suzannae är en ärtväxtart som beskrevs av Jean H.P.A. Ghesquière. Baikiaea suzannae ingår i släktet Baikiaea och familjen ärtväxter. Inga underarter finns listade i Catalogue of Life.